# باك إن بلاك
«باك إن بلاك» (بالإنجليزية: Back in Black) هو ألبوم الإستديو السابع لفرقة الروك الأسترالية أيه سي/دي سي. من إنتاج روبرت لانج، صدر الألبوم بتاريخ 25 يوليو عام 1980 من جهة شركة ألبرت بروديكشنز وأتلانتك ريكوردز. بدأت فرقة أيه سي/دي سي بتحقيق شعبية كبيرة خارج بلدهم أستراليا بحلول أواخر سبيعينات القرن العشرين، وتميزت الفرقة بتأدية عروض موسيقية حية ذو طاقة عالية وترافق ذلك مع إصدار سلسلة من الألبومات الناجحة. تعاقدت الفرقة عام 1979 مع المنتج الموسيقي روبرت لانج لتسجل أغنية «هاي وي تو هيل» التي حققت نجاحاً كبيراً على الساحة الموسيقية الدولية. يعد ألبوم «باك إن بلاك» أول ألبوم يشارك به المغني براين جونسون، وذلك عقب وفاة المغني الرئيسي للفرقة بون سكوت نتيجة إفراطه في استهلاك المشروبات الكحولية في شهر فبراير من نفس العام بعد فترة قصيرة من مباشرة الفرقة في تسجيل الألبوم.
استغرق تسجيل الألبوم لمدة أكثر من سبع أسابيع خلال شهري أبريل ومايو من عام 1980 في جزر الباهاماس. وقد زاد من صعوبة عقد جلسات التسجيل تعرض المنطقة لعواصف استوائية. موسيقى الألبوم من تأليف أنغوس يونغ ومالكوم يونغ، ويتألف المحتوى الموسيقي من موسيقى هارد روك. أراد المنتج لانج أن تتصف تسجيلات الفرقة بالمثالية ولا سيما صوت جونسون. قامت الفرقة بعد الانتهاء من التسجيل بدمج الألبوم موسيقياً في استديوهات إلكتريك ليدي بمدينة نيويورك. أعلنت الفرقة أن غلاف الألبوم الأسود هو رمز للحزن على رحيل سكوت.
حقق «باك إن بلاك» نجاحاً غير مسبوق فباع أكثر من 50 مليون نسخة في جميع أنحاء العالم ما يجعله أحد أكثر الألبومات الموسيقية مبيعاً في التاريخ.

## روابط خارجية
- باك إن بلاك على موقع الموسوعة البريطانية (الإنجليزية)
- باك إن بلاك على موقع أول موفي (الإنجليزية)